# Endre Szkárosi
Endre Szkárosi (ung. Szkárosi Endre), ursprungligen Endre Horváth (ung. Horváth Endre), född 28 maj 1952 i Budapest,, död 22 mars 2022, var en ungersk poet, författare och översättare. Den mångsysslande avantgardisten Szkárosi, vars föreställningar ofta kombinerade text, ljud och bild, arbetade även som universitetsprofessor inom ämnet italiensk litteratur.

## Biografi

### Bakgrund och arbete
Åren 1966–70 studerade Szkárosi vid Frans II Rákóczy-gymnasiet i hemstaden Budapest. Därefter läste han vid Eötvös Loránd-universitetet – först juridik 1971–72 och åren 1972–77 ungerska och italienska. 1978–83 var Szkárosi redaktionsmedlem på den ungerska tidningen Mozgó Világ, och därefter arbetade han under fem års tid inom förlagsbranschen. 1984 grundade  han teatern Konnektor.
Szkárosi har under årens lopp även verkat inom utbildningsväsendet. 1984 började han leda kurser på József Attila-universitetet, och sedan 1994 är han lärare i italiensk litteratur på Eötvös Loránd-universitetet. I den senare rollen fick han 2012 professors titel.

### Teater, texter och musik
I början av 1970-talet blev Szkárosi verksam inom experimentell teater, bland annat inom teatergruppen Brobo. Snart började hade även producera dikter och litteraturkritik. Sedan slutet av 1970-talet har den avantgardeintresserade Szkárosi ägnat stor energi åt ljudsatt poesi  – sedan 1987 också med inslag av video.
I början av 1990-talet inledde Szkárosi konsertsamarbete med den brittiska experimentgruppen Towering Inferno. Därefter har han bland annat deltagit i den ungerska musikensemblen Spiritus Noister, bildad 1994.

### Utmärkelser
2007 mottog Endre Szkárosi Attila József-priset, namngivet efter den tidiga 1900-talsförfattaren.

## Verklista

### Böcker
- Ismeretlen monológok (dikter, 1981)
- K! K! K! (1986)
- Szellőző művek (1990)
- Mi az hogy avantgárd (2006)
- Merülő Monró (dikter, 2007)
- A félre-értelmezett futurizmus (2010)
- Egy másik ember (2011)

### Musikalbum (samarbeten)
- Támad a szél (1987, 1998)
- Rózmari (1990)
- Hangmánia (1992)
- Kaddish (1993)
- Island Records (1995, 1993)
- Tűzfal (1993)
- Spiritus Noister (1994)
- Nemzeti zajzárványok (1996)
- Szkárosicon (2002)
- Kurt Schwitters-Spiritus Noister: Ursonate két énekhangra és zenei környezetre (2003)
- Szkárosi & Konnektor & Bernáthy (2004)